# Dinko Gruhonjić
Dinko Gruhonjić (Banja Luka, 15. rujna 1970.), bosanskohercegovački i srbijanski je novinar, docent na Sveučilištu u Novom Sadu, glavni i odgovorni urednik Vojvođanskog istraživačko-analitičkog centra (VOICE), programski direktor i bivši predsjednik Nezavisnog društva novinara Vojvodine (2004. - 2016.), kao i šef dopisništva Novinske agencije Beta za Vojvodinu. Javni je zagovarač REKOM-a u Srbiji.
Više puta je bio predmet verbalnih napada i prijetnji smrću. Zgrada u kojoj stanuje bila je vandalizirana grafitima.

## Životopis
Rođen je u Banjoj Luci, 15. rujna 1970. godine. Osnovnu i srednju školu završio je u rodnom gradu, a zatim i Filozofski fakultet u Novom Sadu 1995. godine. Na Odsjeku za medijske studije Filozofskog fakulteta radi od 2005. godine, prvo kao stručni suradnik, pa nastavnik vještina i potom docent. Magistrirao je na Filozofskom fakultetu u Novom Sadu 2010. godine, dok je doktorat obranio 2016. godine na Fakultetu političkih nauka Sveučilišta u Beogradu. Od 2011. godine, javni je zagovarač REKOM-a u Srbiji. Govori engleski jezik i autor je više znanstvenih radova, publikacija i udžbenika. U svojoj karijeri, surađivao je i radio za brojne medije, kao i s brojnim nevladinim organizacijama. Oženjen je Aleksandrom Đurđev Gruhonjić, s kojom ima sina Davida i kćerku Dunju.

## Karijera
Gruhonjić se počeo baviti novinarstvom nakon diplomiranja. Za sebe kaže da je mogao biti ili košarkaš ili novinar. Prve novinarske pokušaje imao je u banjolučkoj gimnaziji, gdje je izdavao svoje fanzine, a potom je u Elektrotehničkoj školi uređivao školski list LET. Novinarsku karijeru započinje kao dopisnik magazina “Novi prelom” iz Banja Luke, 1996. godine. Također, bio je član prve redakcije novosadskog Radija 021, 1997. godine, koju je napustio zajedno s gotovo kompletnom redakcijom, zbog pokušaja cenzure. Bio je jedan od osnivača produkcije UrbaNS, 1997. godine, a iste godine počeo je raditi i za vojvođanski građanski list “Nezavisni” (1997. – 1999.), iz kojega je otišao s mjesta odgovornog urednika. Iste 1997. godine započeo je karijeru u Novinskoj agenciji Beta, za koju radi i danas, kao šef dopisništva za Vojvodinu. Nakon NATO bombardiranja SRJ 1999. godine, postaje dopisnik Radija Slobodna Europa i agencije Reuters. S Radija Slobodna Evropa prelazi na Deutsche Welle, 2000. godine, s kojim i dalje surađuje. Između ostalih, surađivao je s AFP-om, Institutom za izveštavanje o ratu i miru (IWPR), RTV Pančevo, RTCG, kao i s tjednicima Reporter i NIN, te istraživačkim portalom BIRN. Bio je producent dokumentarnih filmova na temu poslijeratnog pomirenja i tranzicijske pravde.  
Od 2004. godine izabran je za predsjednika Nezavisnog društva novinara Vojvodine (NDNV). U prvom mandatu, do 2008. godine, zajedno s kolegom Nedimom Sejdinovićem i skupinom mlađih članova, revitalizirao je ovo najstarije neovisno novinarsko udruženje na prostoru država koje su bile u sastavu SFR Jugoslavije. Gruhonjić je bio predsjednik NDNV-a u još dva mandata, do 2016. godine. Nakon toga, on postao je programski urednik ovog udruženja, a potom i programski direktor. Glavni je urednik Vojvođanskog istraživačko-analitičkog centra (VOICE) od 2014. godine. Takođe, Gruhonjić je zamjenik glavne urednice informativnog Portala građanske Vojvodine Autonomija. Jedan je od osnivača koalicije nevladinih organizacija Građanska Vojvodina, 2006. godine. Iste godine, ova koalicija bila je jedan od organizatora antireferendumske kampanje protiv usvajanja novog Ustava Srbije. Član je regionalne koalicije nevladinih organizacija i pojedinaca Igmanska inicijativa, od 2005. godine, kao i regionalne koalicije REКOM od 2007. godine, čiji je javni zagovarač od 2011. godine. Sudjelovao je i organizirao antifašističke i građanske proteste u Novom Sadu. Jedan je od pokretača inicijative da popularni prolaz u centru Novog Sada dobije ime po Srđanu Aleksiću. Gruhonjić je učesnik, organizator i moderator brojnih tribina, okruglih stolova, panel diskusija, na temu medijskih politika i građanskog i antifašističkog aktivizma. Potpisnik je Deklaracije o zajedničkom jeziku, u kojoj se tvrdi da se u Hrvatskoj, Bosni i Hercegovini, Srbiji i Crnoj Gori govore nacionalne standardne varijante zajedničkog policentričnog standardnog jezika. U nekoliko navrata bio je predsjednik i član komisija pri Ministarstvu kulture i informisanja Republike Srbije i pri Pokrajinskom sekretarijatu za informacije Autonomne pokrajine Vojvodine.
Gruhonjić od 2005. godine radi na Odsjeku za medijske studije Filozofskog fakulteta u Novom Sadu, prvo kao stručni suradnik, zatim kao nastavnik vještina i potom kao docent. Dobitnik je više novinarskih priznanja, kao što su Nagrada za novinarsku etiku i hrabrost “Dušan Bogavac”, koju dodjeljuje Nezavisno udruženje novinara Srbije (NUNS) i Novinar godine agencije Beta. Dobitnik je i priznanja iz područja građanskog aktivizma, poput priznanja Кoalicije protiv diskriminacije, kao i priznanje Ambasador tolerancije, za promoviranje tolerancije, pod pokroviteljstvom Skupštine i Izvršnog veća Autonomne pokrajine Vojvodine.
Zbog svojih stavova, često je na meti napada, koji su obuhvaćali i prijetnje obitelji. Gruhonjić je dosljedni kritičar nacionalizma, šovinizma, klerikalizma, fašizma, neonacizma. Dosljedni je kritičar odnosa države i građana prema ratovima iz devedesetih godina 20. stoljeća i veličanju kulta ratnih zločinaca. Pobornik je teze da bez suočavanja s prošlošću nema sretne budućnosti na prostoru zemalja koje su tvorile u više navrata propalu republiku Jugoslaviju. 

## Djela
- Diskurs agencijskog novinarstva (2011.)[7]
- Ničim izazvana zbirka: novinski eseji (2012.)[8]
- Hibridni novinarski žanrovi (2021.)[9]

## Vanjske poveznice
- Blog Dinka Gruhonjića
- Medija centar Beograd - autori  Arhivirana inačica izvorne stranice od 26. prosinca 2019. (Wayback Machine)
- Dinko Gruhonjić - Filozofski fakultet u Novom Sadu  Arhivirana inačica izvorne stranice od 23. lipnja 2016. (Wayback Machine)
- Intervju: Dinko Gruhonjić - Upravo su lokalni mediji najčitaniji